# Ctenidium lychnites
Ctenidium lychnites är en bladmossart som beskrevs av Brotherus 1909. Ctenidium lychnites ingår i släktet Ctenidium och familjen Hypnaceae. Inga underarter finns listade i Catalogue of Life.